# Schloßberg (Frankensteiner Wald)
Der Schloßberg ist ein ungefähr 1,5 Kilometer langer und 424,3 m ü. NHN hoher Bergrücken auf der Gemarkung von Frankenstein im Mittleren Pfälzerwald in Rheinland-Pfalz, Deutschland, der – mit einem leichten Knick – etwa in ostwestlicher Richtung verläuft. 

## Geographie
Nördlich vom Schlossberg verläuft der Hochspeyerbach, südlich davon das Leinbachtal mit dem namengebenden Leinbach.
Die Ostseite des Berges fällt mit einer Sandsteinformation in das Tal des Hochspeyerbaches ab. Ein kurzer, flacher seitlicher Ausläufer, der vom östlichen Ende des Kammes nach Süden in das Leinbachtal abfällt, heißt Kehrerberg. Der Schloßberg ist vollständig bewaldet. Er ist auf Forst- und Waldwegen erreichbar.

## Verkehr
Nördlich vom Schlossberg verlaufen die B39 und die Bahnstrecke Mannheim–Saarbrücken.

## Bauwerke
An der Nordostseite des Schloßberges liegt die, das Tal des Hochspeyerbaches überragende, Burg Frankenstein. Unter der Burg Frankenstein führt der 208 m lange, in den Jahren 1845 bis 1848 erbaute, Schlossbergtunnel durch den Berg. 

## Tourismus
Über den Schloßberg führen mehrere markierte Wanderwege. Einmal der mit einem grün-blauen Balken markierte Weg der von Göllheim bis nach Eppenbrunn verläuft. Ebenso der mit einem schwarzen Punkt auf weißem Balken (vor Ort auch Armbanduhr genannt) markierte Weg von Saarbrücken bis nach Rülzheim.